# سیارک ۱۶۴۰۷
سیارک ۱۶۴۰۷ (به انگلیسی: 16407 Oiunskij، نامگذاری:1985SV2) شانزده هزار و چهارصد و هفتمین سیارک کشف شده‌است که در ۱۹ سپتامبر ۱۹۸۵ کشف شد.
قدر مطلق سیارک برابر ۲۱.۴ است.